# Bodenwies
Die Bodenwies ist mit 1540 m ü. A. Höhe der höchste Berg des Dürrensteigkamms, des östlichsten Teils der Oberösterreichischen Voralpen.
Die Bodenwies erhebt sich auf dem Gebiet der oberösterreichischen Gemeinde Weyer, nächstgelegener Ort in der kaum bewohnten Region ist Altenmarkt bei St. Gallen.  Die Bodenwies bildet den höchsten Gipfel des markanten, teilweise steil abfallenden und rund 20 Kilometer langen Grates des Dürrensteigkamms. Dieser ist Teil der Weyerer Bögen und verläuft untypisch für die Nördlichen Kalkalpen in Nord-Süd-Richtung; im nördlichen Teil sticht der Almkogel (1513 m) als zweite markante Erhebung hervor.
Gipfelbildendes Gestein ist Hauptdolomit. Über die westlich gelegene Mooshöhe (846 m) ist die Bodenwies mit dem höheren Reichraminger Hintergebirge (Großer Größtenberg, 1724 m) verbunden. Südlich des Gipfels findet sich die aufgelassene Viehtalhochalm, östlich liegt die noch bewirtschaftete Schüttbauernalm (1097 m). Der meistbegangene Weg auf die Bodenwies führt von der Viehtaleralm (823 m) über den aussichtsreichen nördlichen Kamm in 2½ Stunden auf den Gipfel.